# Landtagswahlkreis Vorpommern-Rügen V
Der Landtagswahlkreis Vorpommern-Rügen V (bis 2015: Rügen II) ist ein Landtagswahlkreis in Mecklenburg-Vorpommern. Seit der Wahl 2016 umfasst er vom Landkreis Vorpommern-Rügen die Stadt Putbus, die Gemeinde Binz, aus dem Amt Bergen auf Rügen die Stadt Bergen auf Rügen, die Gemeinden Buschvitz, Lietzow, Parchtitz, Patzig, Ralswiek, Rappin und Sehlen sowie das Amt Mönchgut-Granitz.

## Wahl 2021
Bei der Landtagswahl in Mecklenburg-Vorpommern 2021 gab es in diesem Wahlkreis folgendes Ergebnis:
| Partei               | Direktkandidat    | Erststimmen      | Zweitstimmen     |
| -------------------- | ----------------- | ---------------- | ---------------- |
| SPD                  | Sylva Rahm-Präger | 31,0 %           | 38,2 %           |
| AfD                  | Thomas Naulin     | 19,7 %           | 17,8 %           |
| CDU                  | Julia Präkel      | 21,7 %           | 14,8 %           |
| Die LINKE            | Kevin Zenker      | 10,8 %           | 10,1 %           |
| GRÜNE                | Dirk Niehaus      | 5,9 %            | 5,0 %            |
| FDP                  | Knut Alschweig    | 5,9 %            | 6,1 %            |
| NPD                  | –                 | -                | 0,3 %            |
| Tierschutzpartei     | –                 | –                | 2,0 %            |
| Freier Horizont      | –                 | –                | 0,1 %            |
| Die PARTEI           | –                 | –                | 0,5 %            |
| FREIE WÄHLER         | Matthies Knuth    | 2,5 %            | 1,1 %            |
| PIRATEN              | –                 | –                | 0,3 %            |
| LKR                  | –                 | –                | 0,0 %            |
| DKP                  | –                 | –                | 0,1 %            |
| Bündnis C            | –                 | –                | 0,1 %            |
| TIERSCHUTZ hier!     | –                 | –                | 0,6 %            |
| dieBasis             | Sylvio Schmeller  | 2,5 %            | 2,1 %            |
| DiB                  | –                 | –                | 0,0 %            |
| FPA                  | –                 | –                | 0,0 %            |
| ÖDP                  | –                 | –                | 0,1 %            |
| Die Humanisten       | –                 | –                | 0,0 %            |
| Gesundheitsforschung | –                 | –                | 0,3 %            |
| Team Todenhöfer      | –                 | –                | 0,2 %            |
| UNABHÄNGIGE          | –                 | –                | 0,2 %            |
| Wahlberechtigte      | 28.030 Einwohner  | 28.030 Einwohner | 28.030 Einwohner |
| Wahlbeteiligung      | 67,6 %            | 67,6 %           | 67,6 %           |

## Wahl 2016
Bei der Landtagswahl in Mecklenburg-Vorpommern 2016 kam es zu folgendem Ergebnis:
| Partei           | Direktkandidaten    | Erststimmen      | Zweitstimmen     |
| ---------------- | ------------------- | ---------------- | ---------------- |
| SPD              | Norbert Benedict    | 22,4 %           | 25,3 %           |
| CDU              | Burkhard Lenz       | 27,9 %           | 21,1 %           |
| DIE LINKE        | Andreas Brie        | 15,0 %           | 13,3 %           |
| GRÜNE            | Sebastian van Schie | 4,4 %            | 4,2 %            |
| NPD              |                     | -                | 1,7 %            |
| FDP              | Sven Heise          | 5,4 %            | 4,2 %            |
| PIRATEN          |                     | -                | 0,4 %            |
| FAMILIE          |                     | -                | 1,0 %            |
| FREIE WÄHLER     |                     | -                | 0,3 %            |
| Die PARTEI       |                     | -                | 0,4 %            |
| Die Achtsamen    |                     | -                | 0,9 %            |
| ALFA             |                     | -                | 0,3 %            |
| AfD              | Bernhard Wildt      | 24,9 %           | 24,9 %           |
| Bündnis C        |                     | -                | 0,1 %            |
| DKP              |                     | -                | 0,2 %            |
| Freier Horizont  |                     | -                | 0,2 %            |
| Tierschutzpartei |                     | -                | 1,4 %            |
| Wahlberechtigte  | 27.813 Einwohner    | 27.813 Einwohner | 27.813 Einwohner |
| Wahlbeteiligung  | 58,8 %              | 58,8 %           | 58,8 %           |

## Wahl 2011
Bei der Landtagswahl in Mecklenburg-Vorpommern 2011 gab es folgende Ergebnisse:
| Partei          | Direktkandidat   | Erststimmen     | Zweitstimmen    |
| --------------- | ---------------- | --------------- | --------------- |
| SPD             | Norbert Benedict | 27,6 %          | 29,6 %          |
| CDU             | Burkhard Lenz    | 29,8 %          | 24,9 %          |
| DIE LINKE       | Frank Kracht     | 23,5 %          | 24,4 %          |
| GRÜNE           | Torsten Jelinski | 8,6 %           | 6,5 %           |
| NPD             | Christian Mau    | 5,1 %           | 5,2 %           |
| FDP             | Uwe Ahlers       | 5,4 %           | 4,5 %           |
| PIRATEN         |                  |                 | 2,1 %           |
| FAMILIE         |                  |                 | 1,2 %           |
| FREIE WÄHLER    |                  |                 | 0,6 %           |
| AB              |                  |                 | 0,3 %           |
| Die PARTEI      |                  |                 | 0,2 %           |
| AUF             |                  |                 | 0,2 %           |
| APD             |                  |                 | 0,1 %           |
| REP             |                  |                 | 0,1 %           |
| PBC             |                  |                 | 0,1 %           |
| ödp             |                  |                 | 0,1 %           |
| Wahlberechtigte | 30280 Einwohner  | 30280 Einwohner | 30280 Einwohner |
| Wahlbeteiligung | 46,1 %           | 46,1 %          | 46,1 %          |

## Wahl 2006
Bei der Landtagswahl in Mecklenburg-Vorpommern 2006 kam es zu folgenden Ergebnissen:
| Partei          | Direktkandidat  | Erststimmen     | Zweitstimmen    |
| --------------- | --------------- | --------------- | --------------- |
| CDU             | Burkhard Lenz   | 34,4 %          | 30,4 %          |
| SPD             | Udo Knapp       | 17,6 %          | 24,6 %          |
| PDS             | Konrad Döring   | 24,6 %          | 20,1 %          |
| FDP             | Uwe Ahlers      | 11,3 %          | 10,2 %          |
| NPD             | Bernd Flotow    | 6,7 %           | 7,4 %           |
| GRÜNE           | Petra Jans      | 3,5 %           | 2,7 %           |
| FAMILIE         |                 |                 | 1,6 %           |
| Deutschland     | Alfons Bittorf  | 1,9 %           | 1,0 %           |
| GRAUE           |                 |                 | 0,7 %           |
| WASG            |                 |                 | 0,4 %           |
| AGFG            |                 |                 | 0,3 %           |
| AB              |                 |                 | 0,2 %           |
| Bündnis für M-V |                 |                 | 0,2 %           |
| PBC             |                 |                 | 0,1 %           |
| APD             |                 |                 | 0,1 %           |
| Offensive D     |                 |                 | 0,0 %           |
| Wahlberechtigte | 31451 Einwohner | 31451 Einwohner | 31451 Einwohner |
| Wahlbeteiligung | 53,9 %          | 53,9 %          | 53,9 %          |

## Wahl 2002
Bei der Landtagswahl in Mecklenburg-Vorpommern 2002 kam es zu folgenden Ergebnissen:
| Partei          | Direktkandidat     | Erststimmen     | Zweitstimmen    |
| --------------- | ------------------ | --------------- | --------------- |
| CDU             | Gesine Skrzepski   | 40,7 %          | 35,2 %          |
| SPD             | Udo Knapp          | 22,6 %          | 34,4 %          |
| PDS             | Konrad Döring      | 25,2 %          | 18,8 %          |
| FDP             | Uwe Ahlers         | 8,0 %           | 4,7 %           |
| Schill          |                    |                 | 2,4 %           |
| GRÜNE           | Andreas Küstermann | 3,5 %           | 2,1 %           |
| NPD             |                    |                 | 0,7 %           |
| SPASSPARTEI     |                    |                 | 0,6 %           |
| V.P.M.V.        |                    |                 | 0,4 %           |
| REP             |                    |                 | 0,3 %           |
| GRAUE           |                    |                 | 0,2 %           |
| Bürgerpartei MV |                    |                 | 0,2 %           |
| PBC             |                    |                 | 0,1 %           |
| SLP             |                    |                 | 0,0 %           |
| Wahlberechtigte | 31068 Einwohner    | 31068 Einwohner | 31068 Einwohner |
| Wahlbeteiligung | 65,7 %             | 65,7 %          | 65,7 %          |